# Абдукодір Хусанов
Абдукодір Хикмат угли Хусанов (узб. Abduqodir Hikmat o'g'li Husanov, нар. 19 лютого 2004, Ташкент) — узбецький футболіст, захисник англійського «Манчестер Сіті» і національної збірної Узбекистану.

## Клубна кар'єра
Народився 19 лютого 2004 року в Ташкенті. Вихованець юнацьких команд «Буньодкора».
У дорослому футболі дебютував 2022 року виступами в Білорусі за «Енергетик-БДУ», в якому провів півтора сезони, взявши участь у 35 матчах чемпіонату.

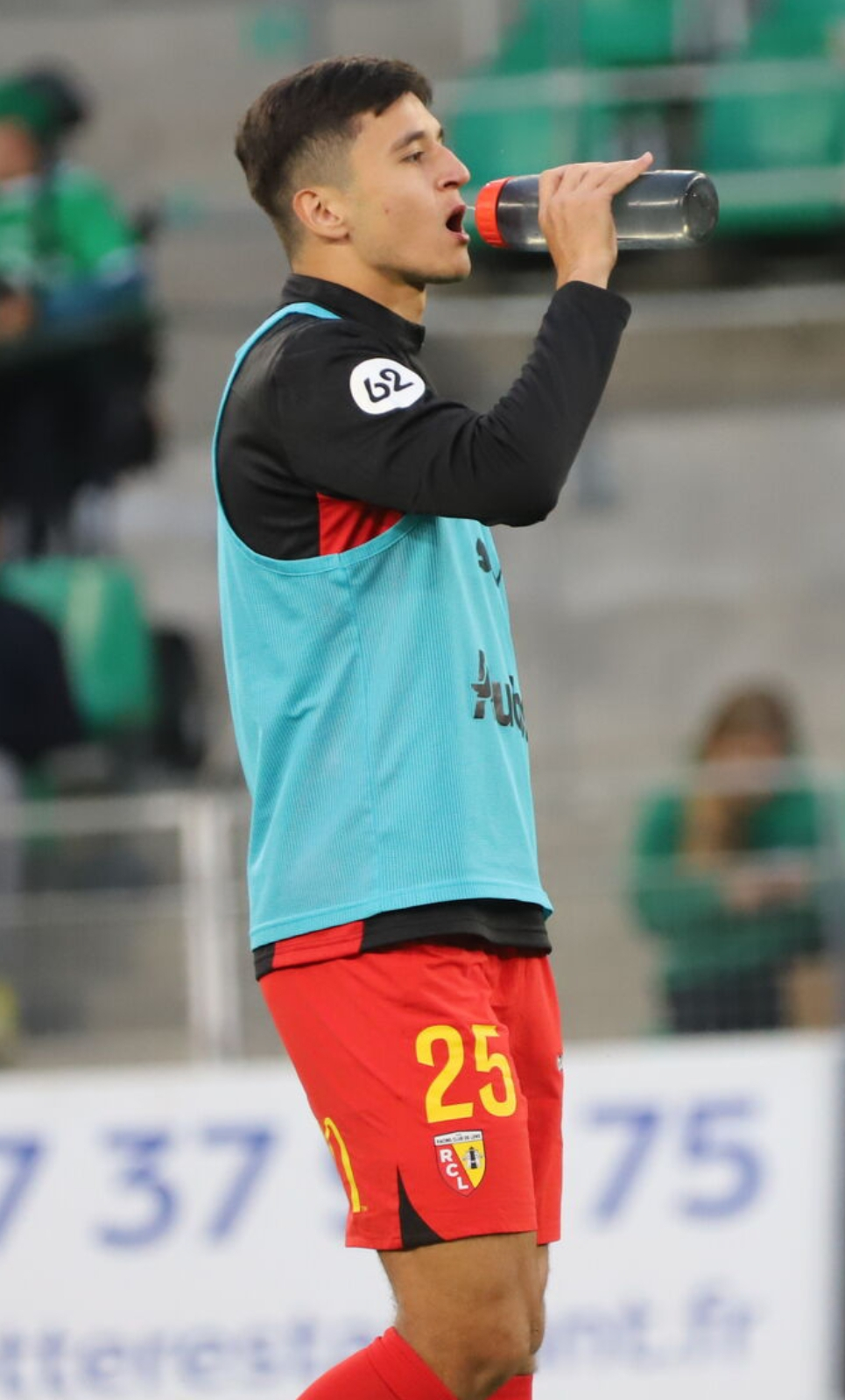
Хусанов в складі «Ланса»

У липні 2023 року перебрався до французького «Ланса», з яким уклав чотирирічний контракт. 16 вересня 2023 року Хусанов провів першу гру у французькій команді. 29 листопада 2023 року футболіст дебютував у Лізі чемпіонів, коли вийшов на заміну в виїзному матчі проти лондонського «Арсенала».
В жовтні 2024 року стало відомо, про зацікавленість у послугах гравця з боку деяких англійських клубів. Також зацікавленість проявляв французький «Парі Сен-Жермен».
20 січня 2025 року Хусанов перейшов до складу англійського «Манчестер Сіті», з яким підписав контракт до 2029 року. Абдукодір Хусанов став першим узбецьким футболістом в АПЛ. 25 січня у матчі чемпіонату Англії проти «Челсі» Хусанов дебютував в складі «Манчестер Сіті». 8 лютого 2025 року у матчі 1/16 фіналу Кубка Англії Хусанов забив свій перший гол в Англії, відзначившись у воротах «Лейтон Орієнт».

## Виступи за збірні
2020 року дебютував у складі юнацької збірної Узбекистану (U-17), загалом на юнацькому рівні взяв участь у 5 іграх.
Протягом 2022–2023 років залучався до складу молодіжної збірної Узбекистану. На молодіжному рівні зіграв у 13 офіційних матчах.
У складі олімпійської збірної Узбекистану — учасник футбольного турніру на Олімпійських іграх 2024 року в Парижі.
11 червня 2023 року у матчі проти команди Оману Абдукодір Хусанов дебютував у складі національної збірної Узбекистану. В січні 2024 року в складі національної збірної Хусанов брав участь у Кубку Азії, що проходив в Катарі. На турнірі збірна Узбекистану дійшла до 1/4 фіналу, де в серії пенальті поступилася господарям турніру.

## Статистика виступів

### Статистика клубних виступів
Станом на 21 листопада 2023
| Сезон             | Команда           | Чемпіонат         | Чемпіонат | Чемпіонат | Національний кубок | Національний кубок | Національний кубок | Континентальні кубки | Континентальні кубки | Континентальні кубки | Інші змагання | Інші змагання | Інші змагання | Усього | Усього | Усього |
| Сезон             | Команда           | Ліга              | Ігор      | Голів     | Ліга               | Ігор               | Голів              | Ліга                 | Ігор                 | Голів                | Ліга          | Ігор          | Голів         | Ігор   | Голів  |        |
| ----------------- | ----------------- | ----------------- | --------- | --------- | ------------------ | ------------------ | ------------------ | -------------------- | -------------------- | -------------------- | ------------- | ------------- | ------------- | ------ | ------ | ------ |
| 2022              | «Енергетик-БДУ»   | ВЛ                | 27        | 3         | КБ                 | 2                  | 0                  |                      | -                    | -                    |               | -             | -             | 29     | 3      |        |
| 2023              | «Енергетик-БДУ»   | ВЛ                | 8         | 1         | КБ                 | 0                  | 0                  |                      | -                    | -                    |               | -             | -             | 8      | 1      |        |
| 2023–24           | «Ланс»            | Л1                | 2         | 0         | КФ                 | 0                  | 0                  | ЛЧ                   | 0                    | 0                    |               | -             | -             | 2      | 0      |        |
| Усього за кар'єру | Усього за кар'єру | Усього за кар'єру | 37        | 4         |                    | 2                  | 0                  |                      | 0                    | 0                    |               | -             | -             | 39     | 4      |        |

### Статистика виступів за збірну
Станом на 21 листопада 2023
| Дата       | Місто   | Господарі    | Результат | Гості        | Турнір                | Голи | Примітки |
| ---------- | ------- | ------------ | --------- | ------------ | --------------------- | ---- | -------- |
| 11-6-2023  | Ташкент | Узбекистан   | 3 – 0     | Оман         | Кубок націй ФАЦА 2023 | -    | 83'      |
| 14-6-2023  | Ташкент | Узбекистан   | 2 – 0     | Туркменістан | Кубок націй ФАЦА 2023 | -    |          |
| 17-6-2023  | Ташкент | Узбекистан   | 5 – 1     | Таджикистан  | Кубок націй ФАЦА 2023 | -    |          |
| 13-10-2023 | Далянь  | Узбекистан   | 2 – 0     | В'єтнам      | товариський матч      | -    | 58'      |
| 16-10-2023 | Далянь  | КНР          | 1 – 2     | Узбекистан   | товариський матч      | -    | 27'      |
| 16-11-2023 | Ашгабат | Туркменістан | 1 – 3     | Узбекистан   | Відбір до ЧС 2026     | -    |          |
| Усього     |         | Матчів       | 6         |              | Голів                 | 0    |          |